# Aulostyrax
Aulostyrax là một chi bọ cánh cứng trong họ Chrysomelidae.
Chi này được Maulik miêu tả khoa học năm 1929.

## Các loài
Các loài trong chi này gồm:
- Aulostyrax heterospathi Gressitt, 1957
- Aulostyrax nuciferae Maulik, 1929